# 나카노 고헤이
나카노 고헤이(일본어: 中埜 航平, 2003년 4월 28일~)는 일본의 축구 선수이다.

## 구단 경력
그는 J1리그의 세레소 오사카에 입단했다. 2020년 J3리그의 세레소 오사카 U-23에서 뛰었다. 2022년 1. FC 보홀트로 이적했다.